# Gucci Mane
Radric Delantic Davis (nascido em 12 de fevereiro de 1980) mais conhecido pelo seu nome artístico Gucci Mane, é um rapper e compositor americano. É um dos maiores pioneiros do trap music juntamente com Lil Wayne, 2 Chainz, Future e Rick Ross.

## Biografia
Davis nasceu em Birmingham, Alabama e se mudou com sua mãe solteira para Atlanta na quarta série. Desde o ensino fundamental, ele gostava de escrever poesia, e ele começou a levar a sério com 14 anos de idade, e já no início dos anos adultos entrou para o mundo do tráfico, que hoje em dia não se sabe se ele continua dentro desse meio. Ele assinou contrato com a Big Cat Records depois de seu primeiro single "Black Tee" era frequentemente tocado em uma rádio local. Em 2005, ele lançou seu primeiro álbum independente intitulado Trap House, que caracterizou o sucesso do single "Icy", com Young Jeezy. Disputas sobre os direitos para este single causou um racha entre os dois artistas. Hard To Kill incluía o single "Freaky Gurl". A canção alcançou a posição # 12 no Hot Rap Tracks, # 19 no Hot R & B / Hip-Hop Songs e em # 62 no Hot 100. O remix oficial com Ludacris e Lil Kim foi incluído em seu álbum de estréia comercial em 2007  Back to the Trap House. Gucci Mane apareceu na música "Make the Trap Say Aye" de OJ da Juiceman, e começou a trabalhar em várias mixtapes. Gucci Mane assinou com a Warner Bros Records em maio de 2009.
Davis nasceu em Birmingham, Alabama e se mmeiro single, "Wasted" com Plies, era originalmente da mixtape Mane de 2009. Ele alcançou a posição # 36 no Hot 100, # 3 no Hot R & B / Hip-Hop Songs, e # 3 no Rap Songs tornando o single de maior sucesso de Gucci Mane até à hoje. O segundo single é "Spotlight" com Usher. O terceiro single é "Lemonade". O quarto single é "Bingo".
Em 2 de outubro de 2009, Gucci Mane foi listado em # 6 na anual da MTV Hottest MC.

## Histórico na cadeia
Em abril de 2001, Davis foi preso por porte de cocaína e condenado a 90 dias na cadeia. Em 10 de maio de 2005, Davis foi atacado por um grupo de homens em uma casa em Decatur, os Companheiros de Davis disparou um tiro no grupo matando pelo menos uma pessoa. O cadáver de um dos atacantes, Henry Lee Clark III, foi encontrado mais tarde por trás de uma escola. Davis se entregou aos investigadores da polícia em 19 de maio de 2005, e posteriormente foi acusado de assassinato. Davis afirmou que os tiros disparados pela sua arma foram em auto-defesa. O escritório do promotor distrital do condado de DeKalb retirou a acusação de assassinato em janeiro de 2006, devido à insuficiência de provas. Em Outubro de 2005, em um assunto não relacionado, Davis não contestou a acusação de assalto por agredir um promotor na boate do mês de Junho, ele estava servindo uma sentença de seis meses de prisão por isso. Davis foi libertado da prisão no final de janeiro de 2006.
Em setembro de 2008, Gucci Mane foi preso por violação de liberdade condicional e completou apenas 25 das 600 horas de serviços comunitários após ter sido preso por assalto em 2005. Ele foi condenado a um ano de prisão, mas foi libertado após seis meses.
Em 12 de novembro de 2009, Gucci Mane foi sentenciado a 12 meses de prisão por violar sua liberdade condicional e levado para a cadeia algemado. Ele estava detido na prisão do condado de Fulton.

## Discografia

### Álbuns de estúdio
- 2007: Back to the Trap House
- 2009: The State vs. Radric Davis
- 2010: The Appeal: Georgia's Most Wanted
- 2012: Trap God
- 2013: Trap God II
- 2013: Trap House III
- 2013: The State vs Radric Davis II
- 2017: Mr. Davis
- 2018: Evil Genius